# Provincia de Germán Jordán
La provincia de Germán Jordán es una provincia de Bolivia, ubicada en el departamento de Cochabamba. La capital provincial es Cliza. Se encuentra geográficamente situada en la franja andina, a una altura media de unos 2900 m s. n. m. Tiene una superficie de 305 km², lo que la convierte en la provincia más pequeña de Bolivia, y una población de 34.498 habitantes (según el Censo INE 2012). Su nombre proviene al héroe de la Guerra del Chaco, Mayor Germán Jordán Mercado (1899-1932).

## Historia
Anteriormente perteneciente a la provincia de Tarata, la provincia de Cliza fue creada mediante la Ley del 21 de septiembre de 1912, durante el gobierno de Eliodoro Villazón, junto con los cantones de Cliza, Toco y Tolata. Estos cantones pasaron a tener rango de sección municipal (municipio). Posteriormente, el 13 de noviembre de 1945 se cambió mediante ley el nombre de la provincia a Germán Jordán, durante el gobierno de Gualberto Villarroel, en honor al coronel considerado héroe de la Guerra del Chaco.

## Demografía
De acuerdo con el censo boliviano de 2024, la población de la provincia de Germán Jordán es de 35 457 habitantes.
La población de la provincia ha aumentado casi un tercio en las últimas tres décadas:
| Año  | Habitantes | Fuente |
| ---- | ---------- | ------ |
| 1992 | 27 505     | Censo  |
| 2001 | 31 768     | Censo  |
| 2012 | 34 342     | Censo  |
| 2024 | 35 457     | Censo  |

## Municipios
La provincia de Germán Jordán está compuesta de 3 municipios, los cuales son:
- Cliza
- Toco
- Tolata

## Personas destacadas
- Encarnación Lazarte, cantautora quechua.